# Alexander Dewdney
Alexander Keewatin Dewdney (London, 5 de agosto de 1941 – London, 9 de março de 2024) foi um matemático, filósofo e cientista da computação canadense.
Escreveu vários livros sobre computação. Escreveu um trabalho de ficção The Planiverse. Vive em London (Ontário) no Canadá onde trabalha como Professor Emérito da Universidade de Western Ontario. Filho do escritor e artista Selwyn Dewdney. É irmão do poeta Christopher Dewdney.

## Publicações em português
- 20.000 Léguas Matemáticas: Um Passeio pelo Misterioso Mundo dos Números (2000). ISBN 85-7110-563-4.

## Publicações em inglês
- The Planiverse: Computer Contact with a Two-Dimensional World (1984). ISBN 0-387-98916-1.
- The Armchair Universe: An Exploration of Computer Worlds (1988). ISBN 0-7167-1939-8. (collection of "Mathematical Recreations" columns)
- The Magic Machine: A Handbook of Computer Sorcery (1990). ISBN 0-7167-2144-9. (collection of "Mathematical Recreations" columns)
- The New Turing Omnibus: Sixty-Six Excursions in Computer Science (1993). ISBN 0-8050-7166-0.
- The Tinkertoy Computer and Other Machinations (1993).  ISBN 0-7167-2491-X. (collection of "Mathematical Recreations" columns)
- Introductory Computer Science: Bits of Theory, Bytes of Practice (1996).  ISBN 0-7167-8286-3.
- 200% of Nothing: An Eye Opening Tour Through the Twists and Turns of Math Abuse and Innumeracy (1996). ISBN 0-471-14574-2.
- Yes, We Have No Neutrons: An Eye-Opening Tour through the Twists and Turns of Bad Science (1997).  ISBN 0-471-29586-8.
- Hungry Hollow: The Story of a Natural Place (1998). ISBN 0-387-98415-1.
- A Mathematical Mystery Tour: Discovering the Truth and Beauty of the Cosmos (2001). ISBN 0-471-40734-8.
- Beyond Reason: Eight Great Problems that Reveal the Limits of Science (2004). ISBN 0-471-01398-6.